# 孺子亭

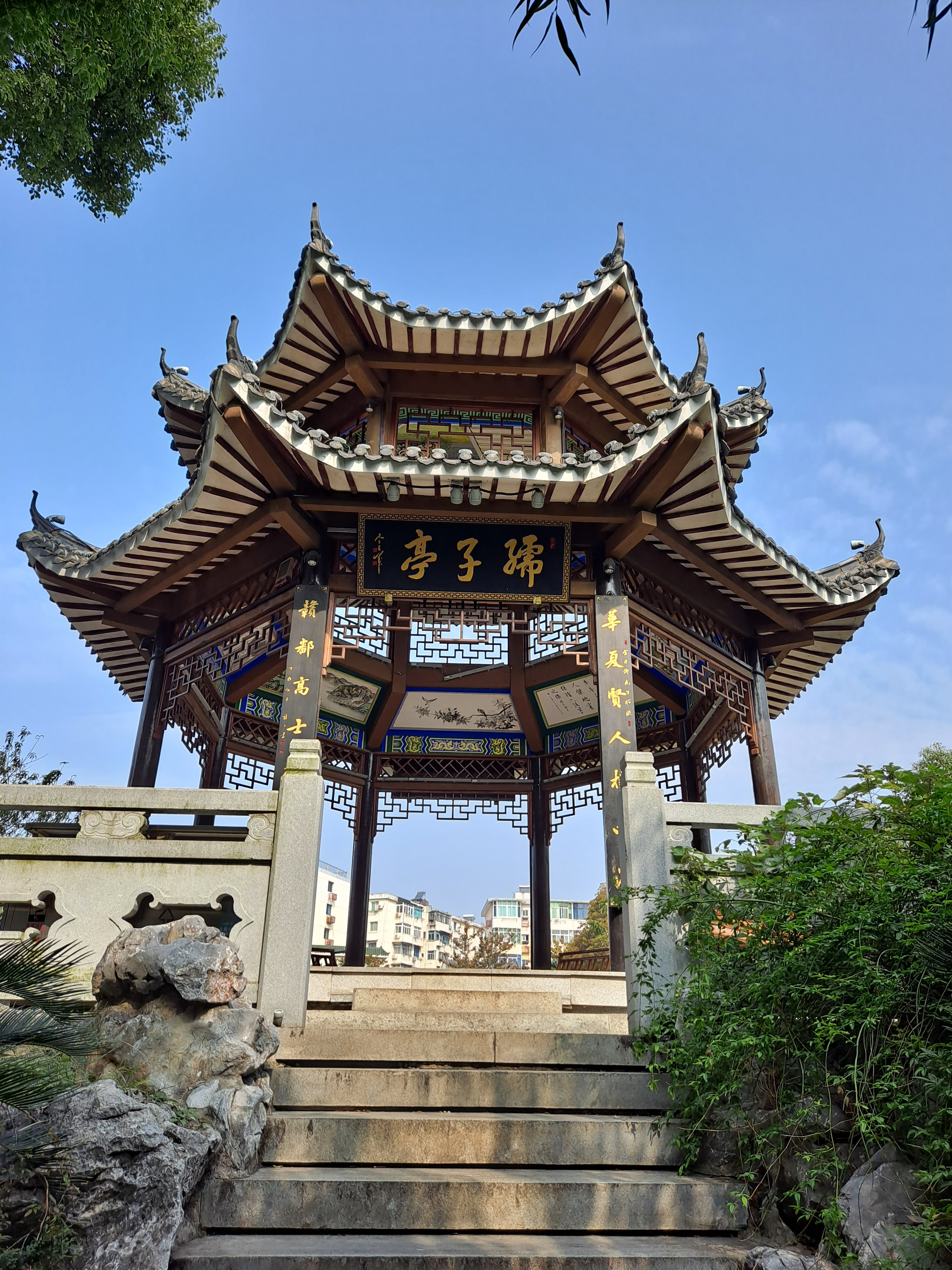
孺子亭

孺子亭，又或称徐亭，位于南昌市内西湖中，原为东汉“南州高士”徐稚垂钓处。南唐时建有高士台(亦名“孺子台”)。明朝初年，太守许方在此立高士祠。嘉靖年间，知府户迁选于湖边垒石环护亭基，徐樟建亭于祠北，以祀其先人徐孺子。1930年重修，立有亭碑。抗战时被推入湖中。亭亦残破，仅存骨架。1957年列为省级文物保护单位。1980年改造西湖，开辟公园，拆除残亭重建，1983年10月，新亭落成，此亭为重檐六角选尖式，亭畔湖水潆回，叠石成山，柳色成烟，再现了“豫章十景”中“徐亭柳烟”的景观。